# PowerBook 140
El PowerBook 140 es un ordenador personal notebook, fabricado por Apple Computer e introducido en el mercado el 21 de octubre de 1991, en la feria informática COMDEX, en Las Vegas, Nevada. Su precio inicial era de 3.199 dólares, siendo el modelo intermedio, entre el PowerBook 100 y el PowerBook 170
Al igual que el PowerBook 170, incorpora una  unidad de disquete SuperDrive interna. Su nombre en código : Tim Lite, Tim LC, Replacements y Leary. En 1992, lo sustituye el PowerBook 145, que es esencialmente el mismo modelo con un procesador a más velocidad. Será el PowerBook 160 el que lo sustituya definitivamente en la gama media.

## Prestaciones
Pensado para reemplazar al Macintosh Portable, los 140 son idénticos al 170, aunque recortan algunas prestaciones para que tenga un precio más asequible como opción de rango medio. La diferencia más evidente es que el 140 utilizó una pantalla más barata, de 10 pulgadas y matriz pasiva en lugar de la clara de matriz activa utilizada en el 170. Internamente, demás de un lento procesador a 16MHz, el 140 carece de una Unidad de Coma Flotante (FPU) y no puede actualizarse. Viene también de serie con un disco duro de 20MB frente al 40MB del 170.
Viene de serie con el sistema operativo System 7.0.1, específicamente para soportar la nueva gestión de energía y otras características únicas de hardware. Sin embargo, debido a los precios de la RAM en 1991, combinado con su ya elevado precio de catálogo, el 140, como el 100 y el 170, solo tiene 2MB RAM soldados directamente en la placa madre, lo que los críticos consideraron que era restrictivo para usar el System 7. Además, puesto que System 7 no estaba traducido a todas las lenguas locales, la versión japonesa de System 6.0.7 KanjiTalk, fue modificada para soportar los tres nuevos PowerBooks y lanzada como versión J-6.0.7.1. Como resultado, esta versión fue adaptada de forma no oficial para usarla como la estándar 6.0.7 lo que permite a muchos usuarios ejecutar System 6 en sus PowerBooks, en lugar de actualizar la RAM con una costosa tarjeta propietaria (una tarjeta de 2 MB costaba 300 dólares).

## Diseño
Aunque lanzado a la vez que los PowerBook 170 y PowerBook 100, tanto el 140 como el 170 fueron diseñados completamente por Apple, mientras que el 100 fue miniaturizado por Sony desde el Macintosh Portable. Como resultado de ello, el 140 representa la primera creación de Apple, mientras que el 100 representa en realidad la primera mejoras en el diseño, a pesar de que la arquitectura interna es la más antigua de la serie.

## PowerBook 145
El PowerBook 145, fabricado por Apple Computer, es una versión acelerada del PowerBook 140, incrementando la velocidad del procesador de 16 MHz a 25 MHz. El disco duro estándar se mejora de 20MB a 40MB. El 145 también introduce una nueva prestación en la gestión de la batería : los usuarios pueden programar el 145 para hibernar o apagarse completamente cuando se cierra la tapa. A pesar de ser un descendiente directo del 140, el 145 fue en realidad el reemplazo para el PowerBook 100 como modelo de gama baja, pues el 140 había sido ya sustituido por el PowerBook 160 como modelo de nivel medio.
Es reemplazado por el PowerBook 145B en junio de 1993. El único nombre en código de este modelo fue: Colt 45

### PowerBook 145B
El PowerBook 145B es un ordenador personal notebook, fabricado por Apple Computer. El PowerBook 145B era el mismo que los 145 lanzados anteriormente, pero con un precio menor y 2 MiB de RAM adicionales soldados en placa madre. El único nombre en código de este modelo fue Pikes Peak. 
A diferencia de modelos anteriores de Mac pero al igual que los Performa, el 145B no se suministran con un conjunto completo de discos del sistema. System 7.1 viene preinstalado en el disco duro interno, y un único disco de arranque se incluye. El paquete también incluye dos utilidades para proporcionar funciones básicas de copia de seguridad y restauración. 
El 145 fue sustituido por el PowerBook 150 como el siguiente modelo de consumo de la gama PowerBook.